# Бендиго
Бендиго (на английски: Bendigo) е град в Австралия. Населението му е 92 379 жители (2016 г.), а площта 82 кв. км. Основан е през 1851 г. Пощенският му код е 3550. Намира се в часова зона UTC+10 на 225 м н.в. Разположен е на 150 км северозападно от град Мелбърн. Средната годишна температура е около 14 градуса.